# Музей гончарного мистецтва О. Г. Луцишина
Музей гончарного мистецтва ім. О. Г. Луцишина існує як філія Вінницького обласного художнього музею.

## Історія створення
Музей гончарного мистецтва ім. О. Г. Луцишина засновано за рішенням Вінницької обласної ради на території садиби гончара, заслуженого майстра народної творчості України Олексія Григоровича Луцишина (1922—2001). На його основі розкрита творча спадщина подільського гончара — майстра народної скульптури малих форм, продовжувача найкращих традицій школи крищинецької кераміки (Тульчинський район Вінницької області). Майстер залишив по собі значний творчий доробок: комини, декоративні тарелі, керамічні панно, вази, іграшки та дрібну пластику, покришки, куманці, кварти, глечики, скульптурні композиції.
Розробкою і реконструкцією садиби займався директор музею, заслужений діяч мистецтв України І. В. Безбах.  Автор і проєктувальник експозиції музею – завідувачка відділу науково-просвітницької роботи, зв'язків з громадськістю та розвитку музею, заслужений працівник культури України Н. В. Безбах.

## Діяльність
В садибі музею гончарного мистецтва ім. О. Г. Луцишина влаштовуються широкомасштабні області фестивальні ярмарки народної творчості. Метою їх є забезпечення, підтримка і розвиток народного мистецтва Вінниччини на засадах визнання і шанування українських культурних традицій: створення умов для творчого спілкування й обміну досвідом між досвідченими майстрами і талановитими початківцями, залучення широкого кола громадськості до традиційних народних ремесел.
Для участі у різноманітних фестивалях запрошуються майстри народного мистецтва Вінниччини та України, професійні колективи.
Виставки-продажі виробів декоративно-вжиткового мистецтва (вишиванка, предмети різьблення, лозо- та соломоплетіння, кераміка, прикраси зі шкіри та бісеру, витинанка, ляльки-мотанки, малюванки, флористичні панчо та ін.), майстер-класи з гончарства, витинанкарство і вишивання відбуваються просто неба.
Із фондових колекцій музею гончарного мистецтва ім. О. Г. Луцишина створюються експозиції подільської кераміки господарського, кухонного, столового та декоративного призначення.